# Volkmar Haase

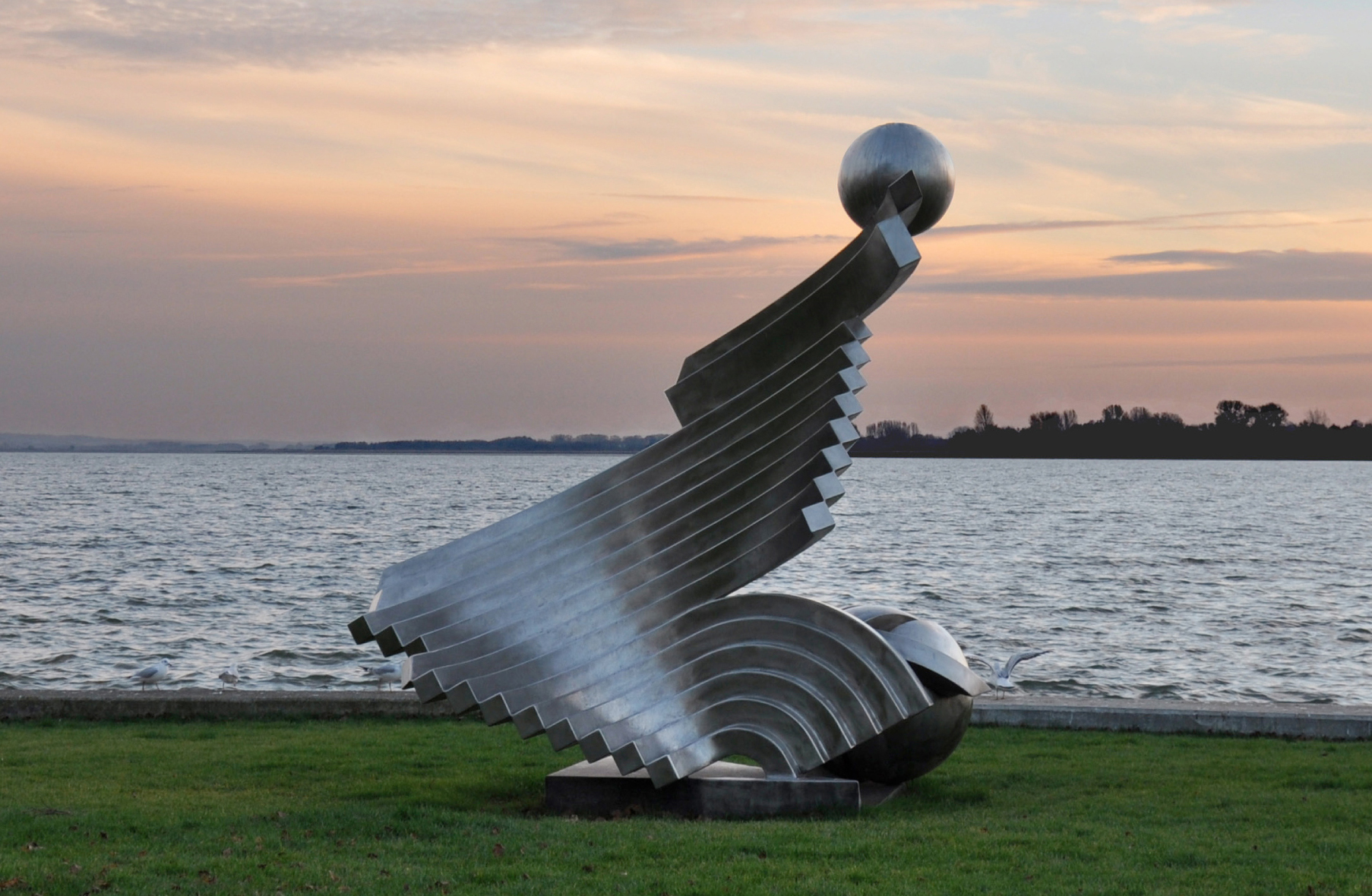
Große Woge (1991), Skulptur von Volkmar Haase in Prenzlau

Volkmar Haase (* 27. Dezember 1930 in Berlin; † 14. August 2012 in Brüssow) war ein deutscher Bildhauer.

## Leben
Haase studierte ab 1951 Malerei an der Hochschule für bildende Künste in Berlin, zuletzt als Meisterschüler von Max Kaus. Die Bildhauerei erschloss er sich autodidaktisch. Seit 1958 arbeitete Haase freischaffend als Bildhauer, von 1965 bis 2012 mit eigenem Atelier in Berlin-Kladow.
1964 führte ihn ein Arbeitsaufenthalt in die USA, 1968 nach Brissago ins Tessin. Seit 2003 lebte und arbeitete er auf dem Gutshof in Brüssow in der Uckermark, einem alten Rittergut, das Anfang des 17. Jahrhunderts von Barthold Friedrich von Ramin erbaut wurde, ab 1725 dem preußischen König Friedrich Wilhelm I. gehörte und sich in der NS-Zeit im Besitz des früheren preußischen Reitergenerals August von Mackensen befand.
Volkmar Haase starb Mitte August 2012 im Alter von 81 Jahren in Brüssow. Die Beisetzung fand auf dem landeseigenen Friedhof Heerstraße in Berlin-Westend statt (Grablage: 8-B-123/125).

## Werk
Sein bildhauerisches Werk widmet sich ausschließlich der abstrakten Skulptur. In seinen Arbeiten befasste sich Haase, neben den grundlegenden Themen der abstrakten Kunst, insbesondere mit Themen der griechischen Mythologie wie z. B. Laokoon, Ikarus oder Skylla und Charybdis. Malerei und Zeichnungen ergänzen das bildnerische Werk. Zum Wogenthema, das Haase in den 1990er Jahren beschäftigte, schreibt Hella Kaiser:

„Mit Aurora, jener wellenförmigen Skulptur, die das Meer geboren zu haben scheint, hatte es 1989 begonnen. (...) Die folgenden Arbeiten wurden immer schwungvoller, die Wellen brechen sich, streben auseinander, hier und da hat der Künstler eine Kugel hinein gesetzt. Die Welt vielleicht, als Spielball der Zeit? Beim Betrachten einer solchen Skulptur scheinen Vergangenheit und Zukunft zu verschmelzen, Vergänglichkeit wird spürbar. Melancholie mag sich da bisweilen einstellen, doch nie wirklich tiefe Traurigkeit. Auf wunderbare Weise werden die Sinne berührt, der Verstand gilt nichts mehr. (...) Als ob da nicht - in Stahl und Eisen - die eigenen Empfindungen, Hoffnungen oder Ängste verewigt sind. (...) durch seine Skulpturen schenkt er uns das, was so rar geworden ist: Träume und Phantasien.“

Seine Skulpturen – überwiegend aus Edelstahl – sind meist für den öffentlichen Raum konzipiert. Man kann seinen Skulpturen in Göttingen, Witten, Nürtingen, Bremerhaven, Hannover, Wolfsburg, Duisburg und anderswo begegnen. An Berliner Straßen und in Berliner Parks finden sich über 40 zum Teil monumentale Skulpturen.

„In allen Arbeiten von Volkmar Haase findet eine expansive Verräumlichung statt. Seine vor Bauwerken stehenden Plastiken sind der dialektische Gegenpol zur ruhenden Baumasse, ein dynamischer Akzent. Wesentlich tragen dazu die Eleganz der Form und die Oberflächenreize des Materials bei, das immer primär bleibt, ohne dass versucht wird, seine Herkunft durch künstliche Bearbeitung zu verdecken.“

Museen wie das Museum of Modern Art in New York City oder das Wilhelm-Lehmbruck-Museum Duisburg haben Werke von Haase in ihrer Sammlung. Die Ausstellungsräume im Gutshaus Brüssow sowie der anliegende Garten zeigen einen Querschnitt durch das Skulpturenwerk Volkmar Haases von 1958 bis 2012, ergänzt um Handzeichnungen, Malerei und Grafik/Radierungen.

## Werke (Auswahl)
- 1962 Freiplastik Entfaltung, Spring-Projekt Alexandrinenstraße, Berlin-Kreuzberg
- 1964 Freiplastik Freie Volksbühne, Schaperstraße Berlin-Charlottenburg
- 1965 Freiplastik Schulzentrum Manfort, Leverkusen
- 1966 Freiplastik mit Strahlungszentrum, Pädagogische Hochschule, Malteserstraße, Berlin
- 1967 Wandplastik, Schwimmbad Gerichtsstraße, Berlin
- 1967 Frontgitter, Deutsche Botschaft, Brüssel
- 1968 Freiplastik Schwingend, Clayallee, Berlin-Zehlendorf (seit 2006 in der Ronnebypromenade, Berlin-Wannsee)
- 1969 Säulenplastik, Schulhof Hasenhegerweg 12–28, Berlin-Neukölln
- 1969 Freiplastik für Brissago, Schweiz, Donation Dr. Ivan Ruperti
- 1969 Durchdringung, Edelstahl. Standort: Blumenstraße / Hesselgasse, Stadt Wiesloch / Rhein-Neckar-Kreis, aufgestellt 2006[5]
- 1970 Stahl-Skulptur-Wand, Arbeitsamt III, Königin-Elisabeth-Straße, Berlin-Charlottenburg
- 1971 Stahl-Skulptur-Wand, Bundesanstalt für Materialprüfung, Berlin-Steglitz
- 1972 Gespaltenes Dreieck, zeitweilig im Volkspark Mariendorf, Berlin-Mariendorf, heute im Britzer Garten, Berlin-Neukölln
- 1973 Skulptur mit Kern – blau-rot, Lietzenseepark, Berlin-Charlottenburg
- 1973 Flügel-Plastik mit Keilform, Pestalozzi-Sonderschule, Berlin-Zehlendorf
- 1974 Drei Treppenreliefs, Französisches Gymnasium, Berlin
- 1974/75 Hochwendelnd, 1992 an der Scharfen Lanke (Bocksfeldstraße (zwischen 21 und 23)), Berlin-Spandau, aufgestellt
- 1975 Drei Plastiken im Raum, Kulturzentrum Witten/Ruhr
- 1976 Wand- und Deckenrelief, Carlo-Schmid-Oberschule, Egelpfuhlstr. 17, Berlin-Spandau
- 1976 Laokoon I, Waldschule, Berlin-Charlottenburg
- 1977 Laokoon II, Paradewall / Poststraße, Oldenburg
- 1977 Säulenplastik, Olympiastützpunkt Niedersachsen, Hannover
- 1978 Erektion, Greenwichpromenade, Berlin-Tegel
- 1979 Säulen-Brunnenplastik, Gesundheitsamt Kaiserstraße, Berlin-Tempelhof
- 1979 Altar und Kreuz, Königin-Luise-Gedächtniskirche, Berlin-Schöneberg
- 1979 Schild und Wehr. Scharfen Lanke (Bocksfeldstraße (zwischen Nr. 21 und 23)), Berlin-Spandau, 1992 aufgestellt
- 1980 Deckengestaltung des Palas, Zitadelle Berlin-Spandau
- 1981 Säule mit sich drehendem Kubus, Innenhof Radelandstraße 21, Berlin-Spandau
- 1981 Marx-Säule, für die Industriegewerkschaft F.N.V., Amsterdam
- 1982 Laokoon IV, Alter Park, Berlin-Tempelhof, 1989 aufgestellt
- 1982 Ikarus, Verkehrskreisel Fuhsestraße Ecke Jägerstraße, Celle (seit 18. Oktober 2011, 1987 zunaechst am Königsworther Platz, Hannover, aufgestellt). Eigentum: Niedersächsische Sparkassenstiftung[6]
- 1983 Ikarus, Freiplastik für Neubau einer Behindertenschule, Holzmannstraße, Berlin-Tempelhof
- 1985 Skulpturale Toranlage, Polizeidirektion Moritzstraße 10, Berlin-Spandau
- 1986 Eingangs- und Wandgestaltung, Polizeidirektion Nord, Pankstraße, Berlin-Gesundbrunnen
- 1987 Skulptur im Eingangsbereich TU Elektro Berlin mit der Gruppe 71
- 1987 Deportationsmahnmal Putlitzbrücke, Berlin-Moabit
- 1987 Stürmende – Stürzende – Apodiktische, Stadt Münchberg
- 1987 Umgreifende Form mit Kreisbogen, Edelstahl, stehend auf einem Findling, ca. 5,50 m hoch. Standort: Schmerwitz, Wiesenburg/Mark. Eigentum: Gemeinde Wiesenburg/Mark.[7]
- 1988 Hommage an Kolbe, SFB Berlin, Foyer Masurenallee, Berlin-Charlottenburg
- 1988 Offenes Dreieck mit Kugelsegment, Berliner Commerzbank, Kurfürstendamm 102, Berlin
- 1988 Tangentiale Berührung und Treppenskulptur, Haus am Lützowplatz, Berlin
- 1989 Freud´sches Schwert. Dorfplatz, Berlin-Kladow, 1992 aufgestellt
- 1990 Differenzierte Berührung. Berlin-Museum
- 1990 Versuch einer Balance (Tangentiale Berührung). Witzlebenstraße / Ecke Lietzenseeufer, Berlin-Charlottenburg
- 1989/90 Offene Berührung. Johannesstift, Schönwalder Allee 26, Berlin-Spandau, 1991 aufgestellt
- 1991 Große Woge, Edelstahl, 3,20 m hoch. Uferpromenade des Unteruckersees, Prenzlau / Uckermark. Aufstellt 2013 zunächst als befristete Leihgabe zur Landesgartenschau, 2016 nach Spenden von Prenzlauer Bürgern angekauft.
- 1991/92 Woge mit zwei Kugeln diametral. Johannesstift, Schönwalder Allee 26, Berlin-Spandau, 1998
- 1991/92 Grabmal Schaefers, Städt. Friedhof Königin-Luise-Straße, Berlin-Dahlem
- 1993/94 Große Berührung schwingend, Edelstahl, 450 cm hoch. Verkehrskreisel Parkstraße / Alte Heerstraße, Stadt Wiesloch / Rhein-Neckar-Kreis, aufgestellt 2002[8]
- 1993/94 Woge auf Kyanit. Johannesstift, Schönwalder Allee 26, Berlin-Spandau
- 1994 Licht Raum Dynamik. Firma Semperlux, Motzener Straße, Berlin-Marienfelde
- 1995 Woge mit Kugel – Der Anfang und das Ende. Witzlebenplatz, Berlin-Charlottenburg
- 1996 Schwingend, mit offenem Kreisbogen. Für Synanon, Schmerwitz/Mark
- 1996 Woge mit gegenläufigen Flügeln. Herbert-Lewin-Platz, Berlin-Charlottenburg, 2010 aufgestellt
- 1996/2004 Skylla. Marktplatz Brüssow, Uckermark, 2009 aufgestellt
- 1999 Kleine Woge auf Kyanit. Brunnengalerie Adenauerplatz, Wiesloch, 2008 aufgestellt
- 2001 Aurora. Zentrum Drispenstedt/Hildesheim
- 2003 Woge – schwingelnd, vertikal mit Kugel. Lietzenseepark Berlin-Charlottenburg
- 2003 Berührung. Lietzenseepark Berlin-Charlottenburg
- 2004 Säulenplastik. Lehnin
- 2005 Drei Weltkugeln. Logenhaus der GNML „Zu den drei Weltkugeln“, Berlin-Westend
- 2006 Differenzierte Berührung. Märkisches Museum, Am Köllnischen Park, Berlin-Mitte
- 2007 Schwingend. Dampferanlegestelle Am Großen Wannsee, Berlin-Wannsee (bis 2006 in der Clayallee, Berlin-Zehlendorf)
- 2007 Offenes Dreieck, Edelstahl, 3,10 m hoch. Dreiklang-Oberschule, Schulhof, Schwedt/Oder, 2015 aufgestellt.

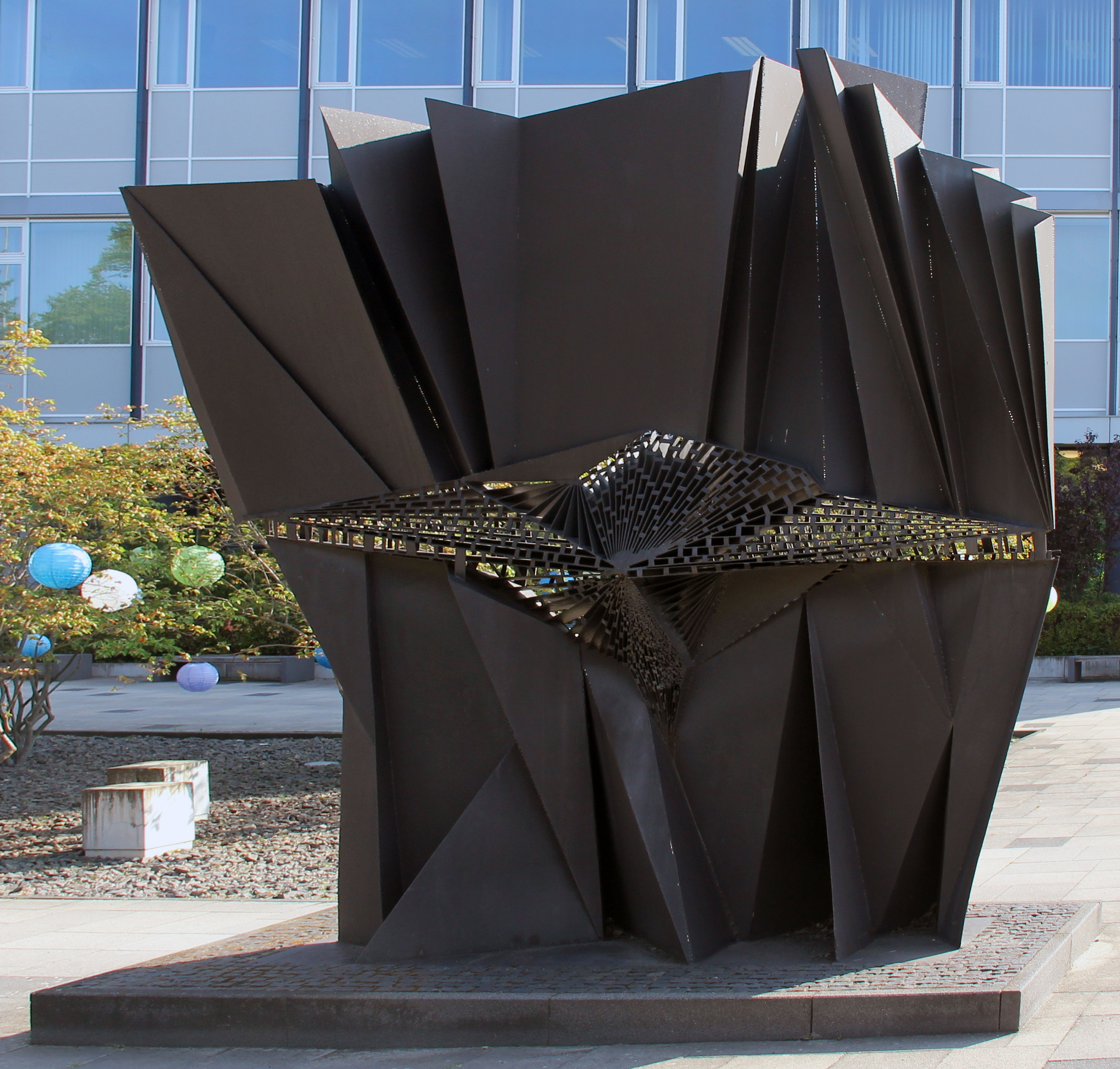
Strahlungszentrum (1966) Berlin-Lankwitz
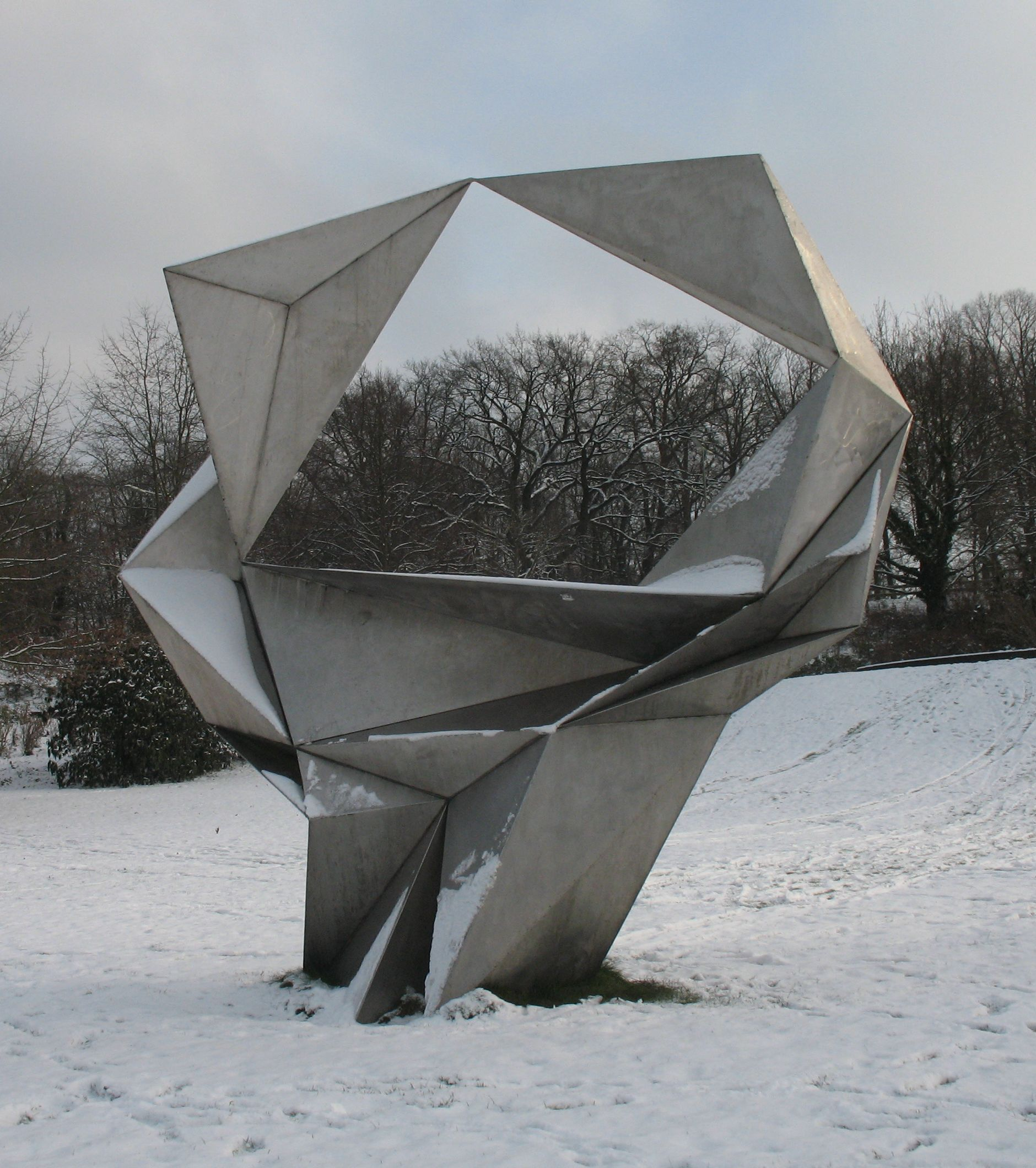
Schwingend (1968) Berlin-Wannsee
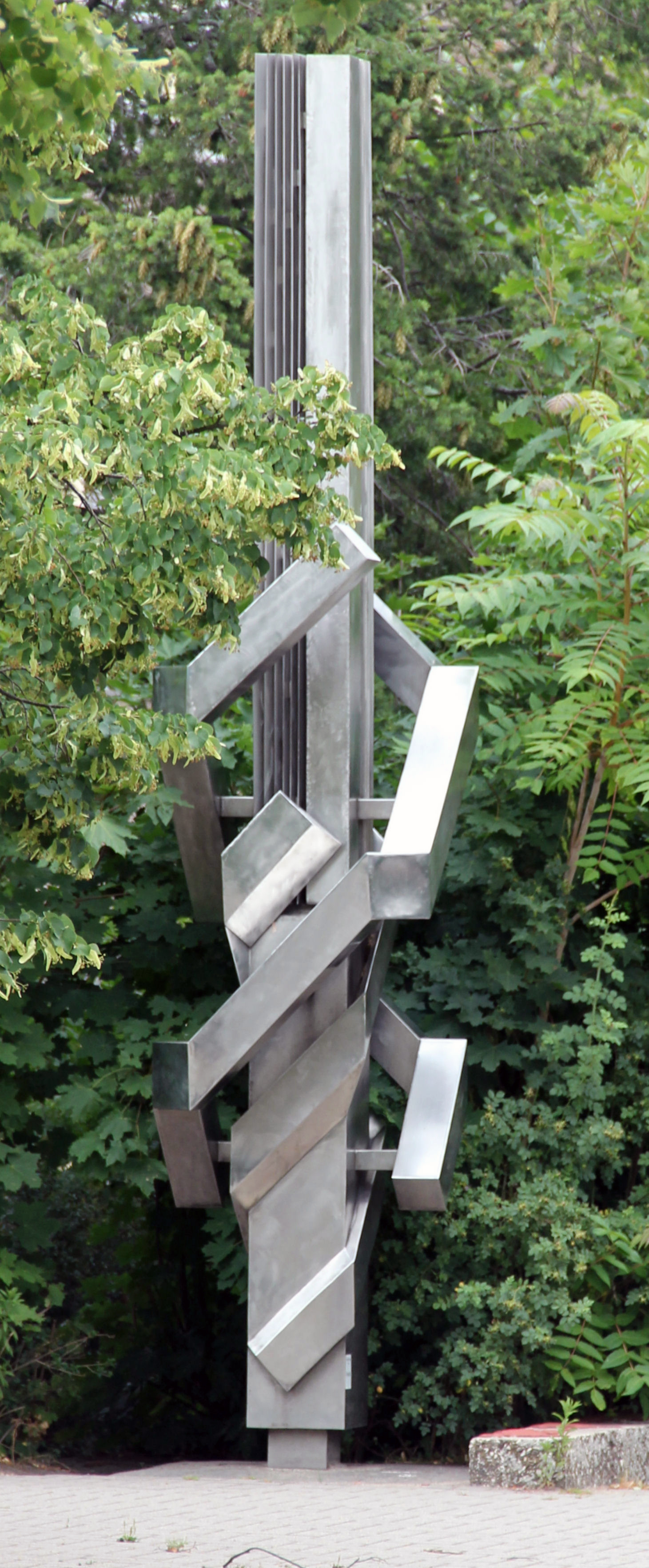
Säulenplastik (1969) Berlin-Buckow
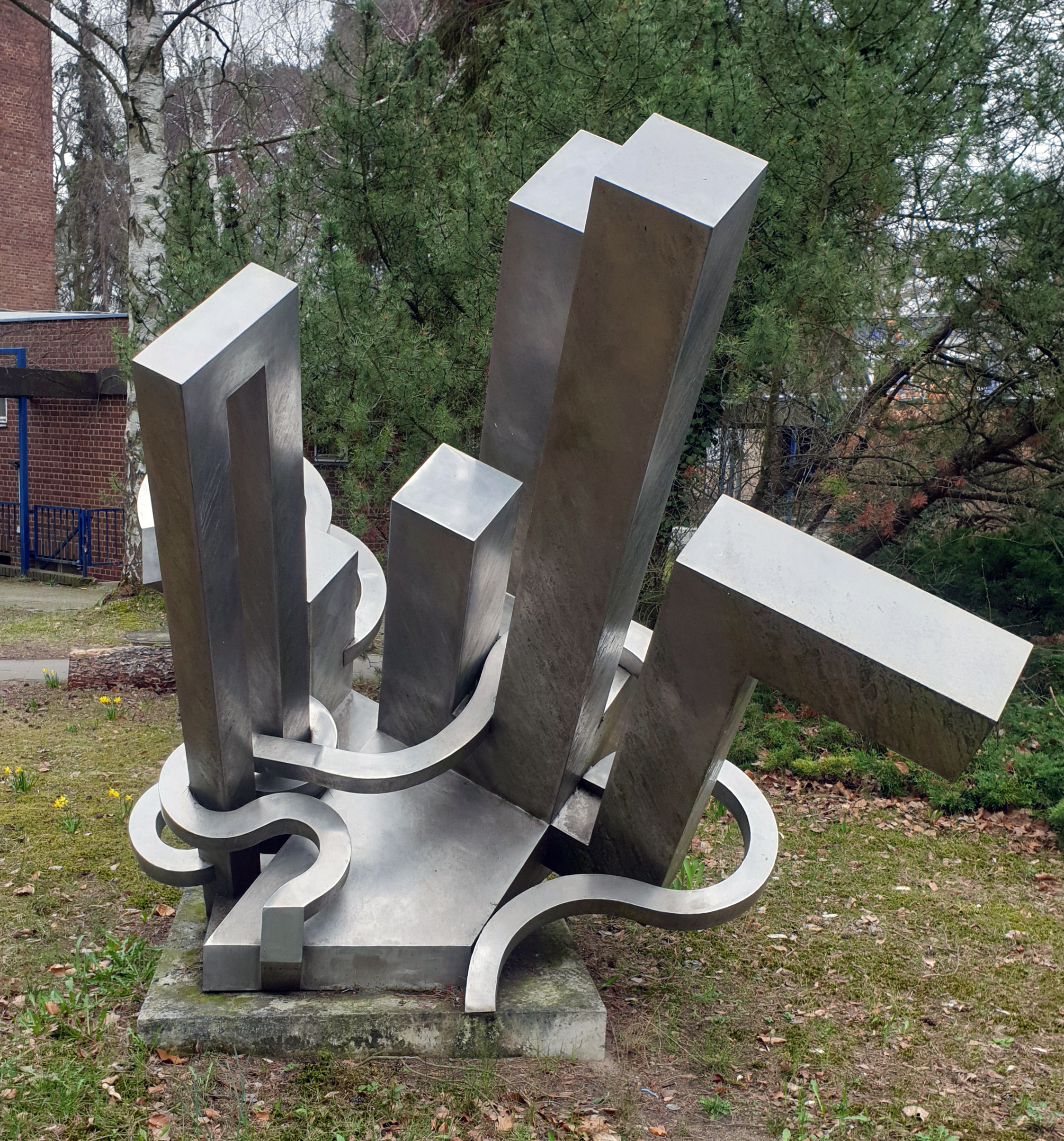
Laokoon I (1976) Berlin-Westend
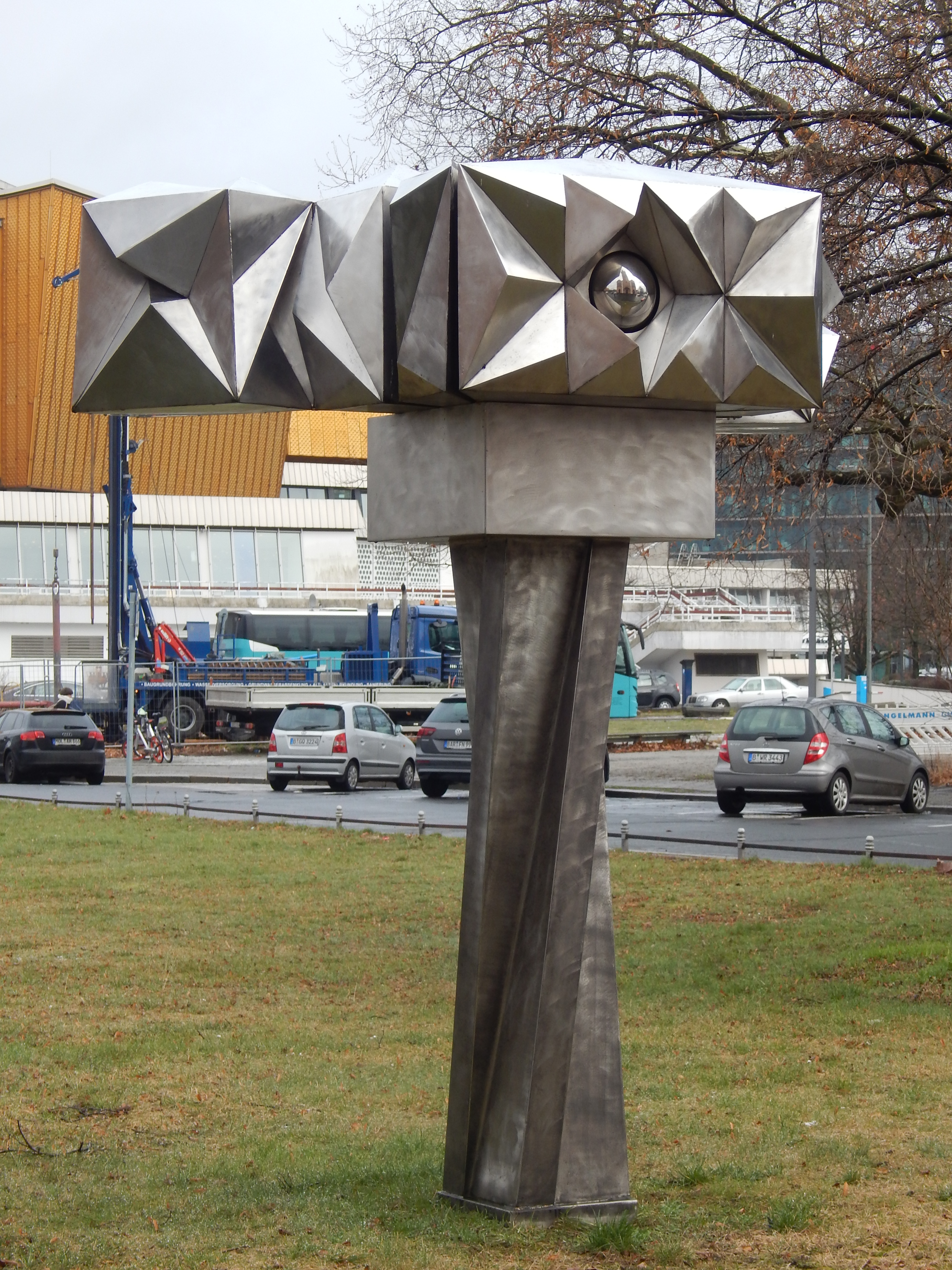
Altar (1975), Matthäikirchplatz Berlin-Mitte
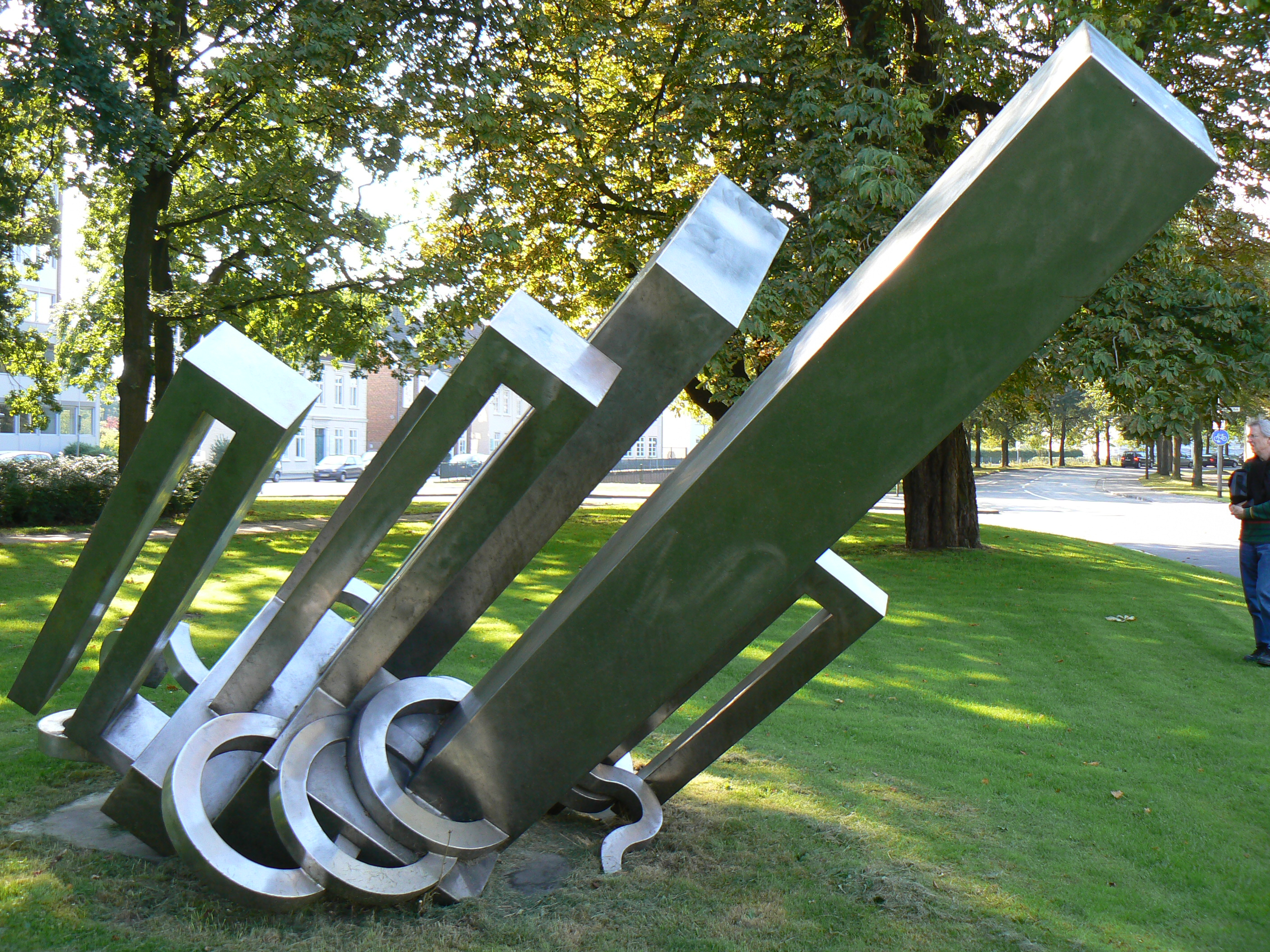
Laokoon II (1977) Oldenburg
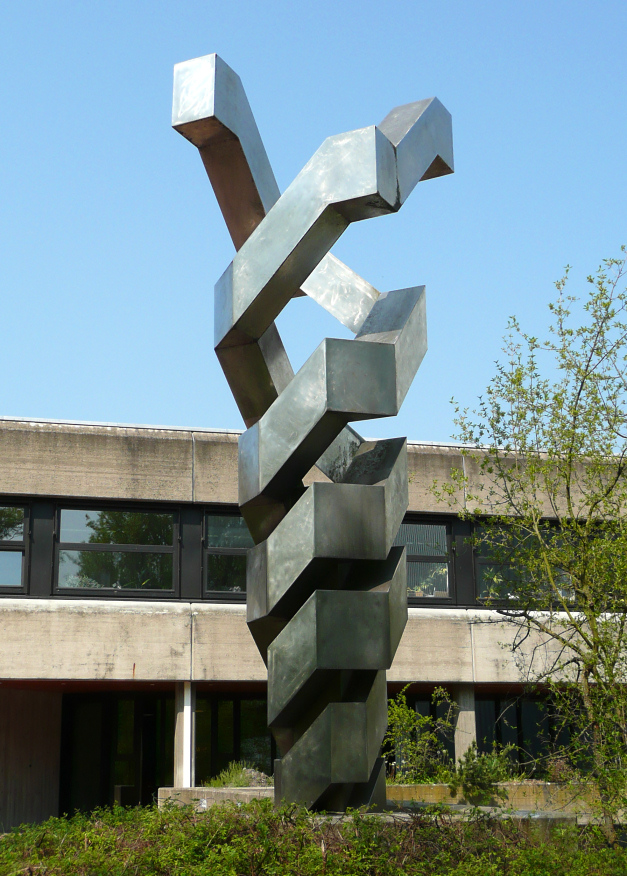
Säulenplastik (1977) Hannover
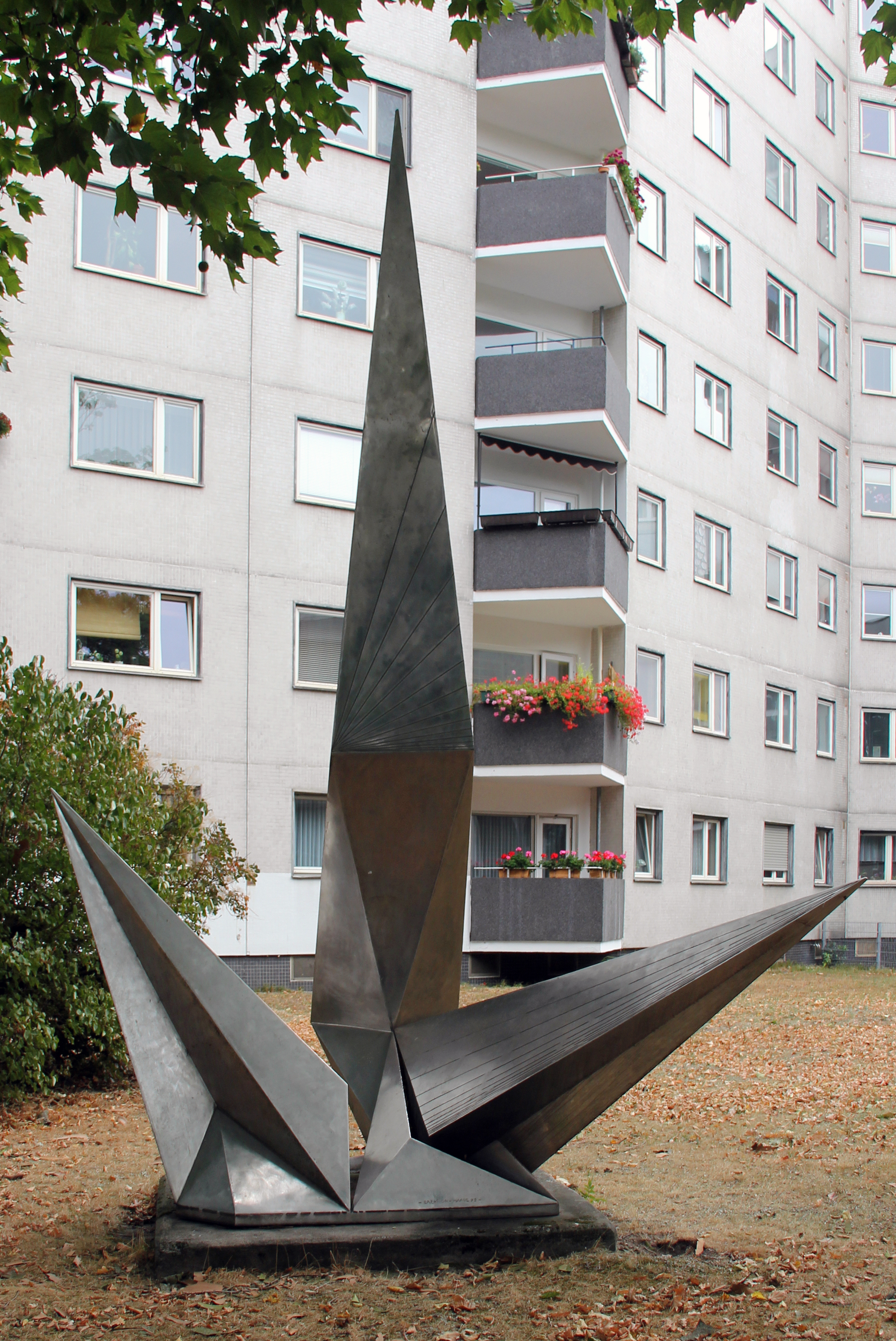
Erektion (1978) Berlin-Tegel
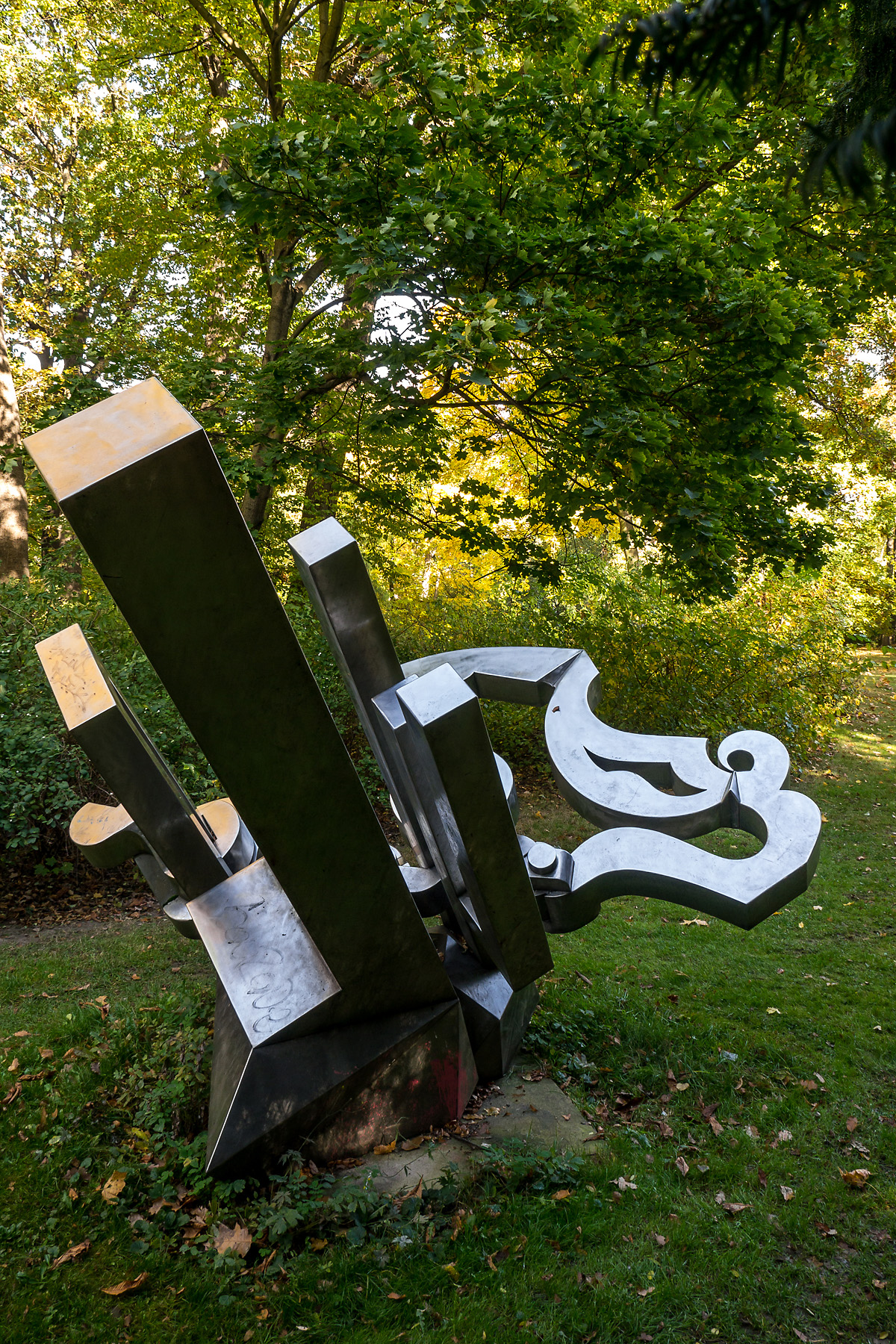
Laokoon IV (1982), Alter Park Berlin-Tempelhof
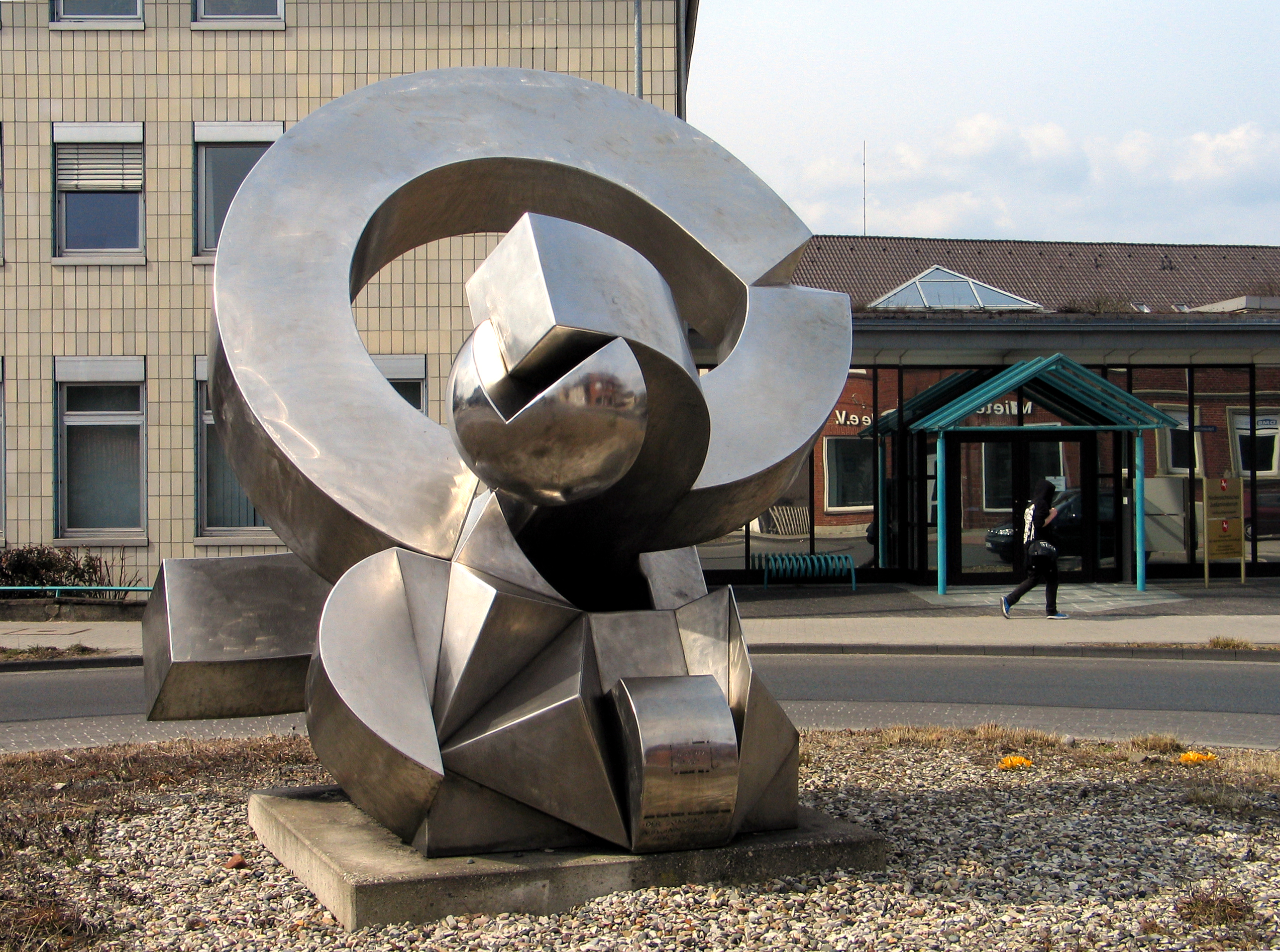
Ikarus (1982) Celle
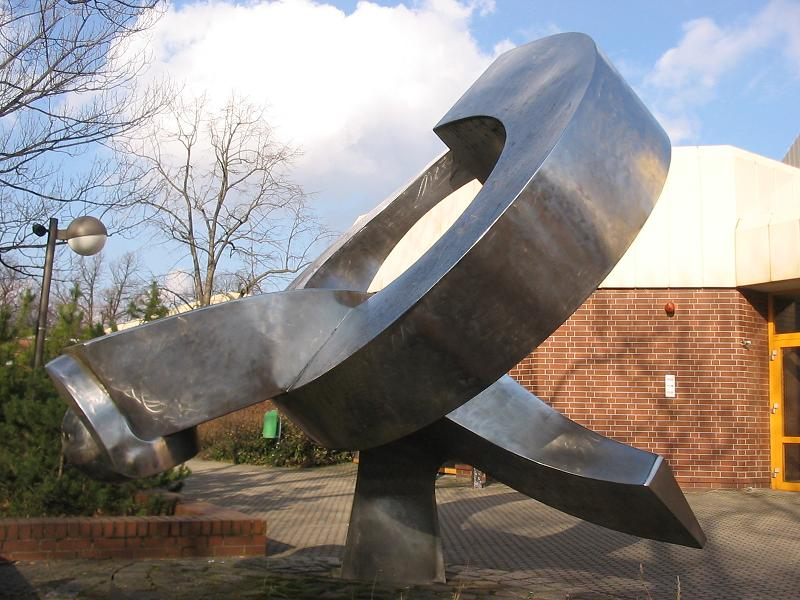
Ikarus (1983), Berlin-Tempelhof, Holzmannstraße vor der Marianne-Cohn-Schule
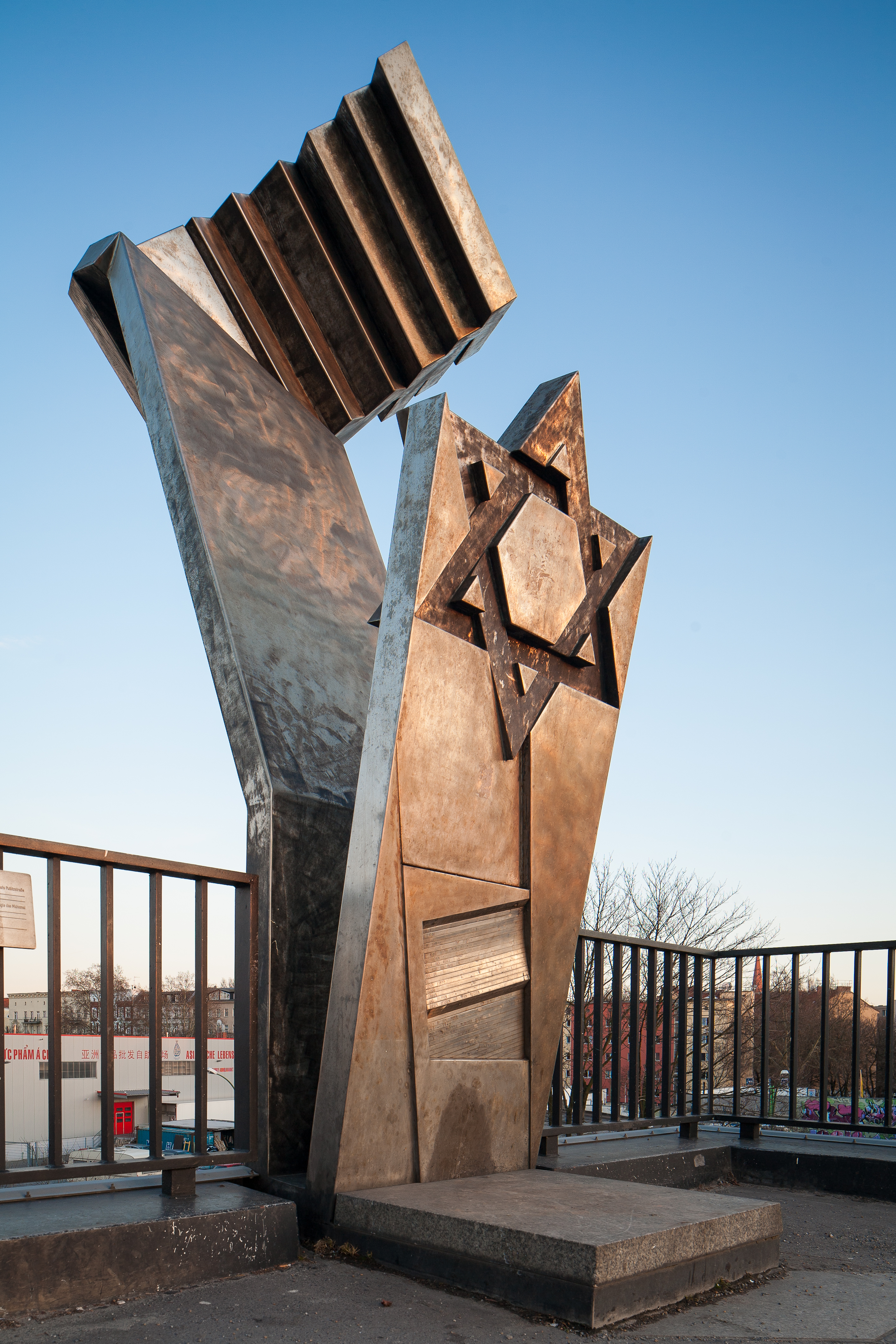
Deportationsmahnmal Putlitzbrücke (1987) Berlin-Moabit
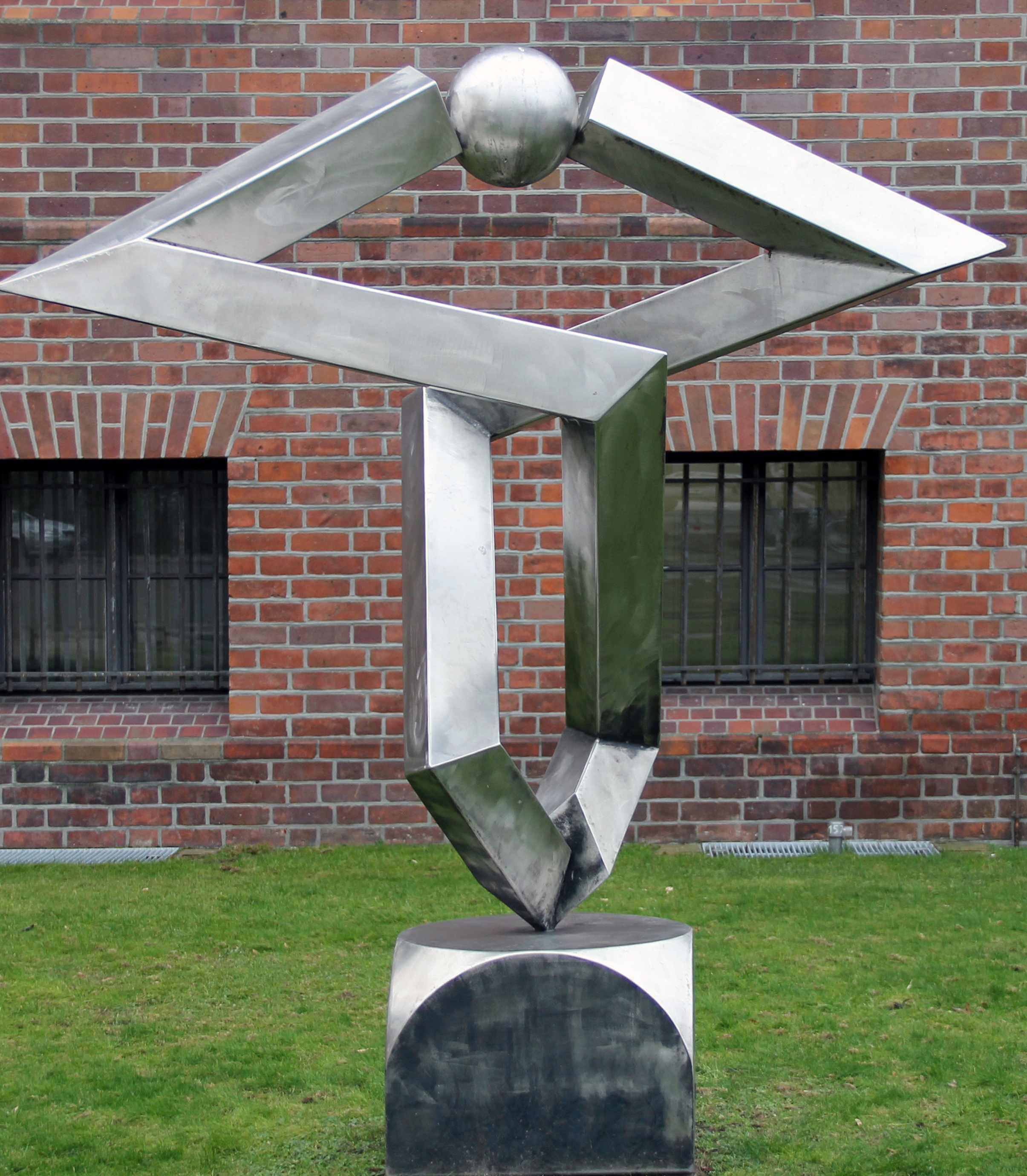
Differenzierte Berührung (1989) Berlin-Mitte
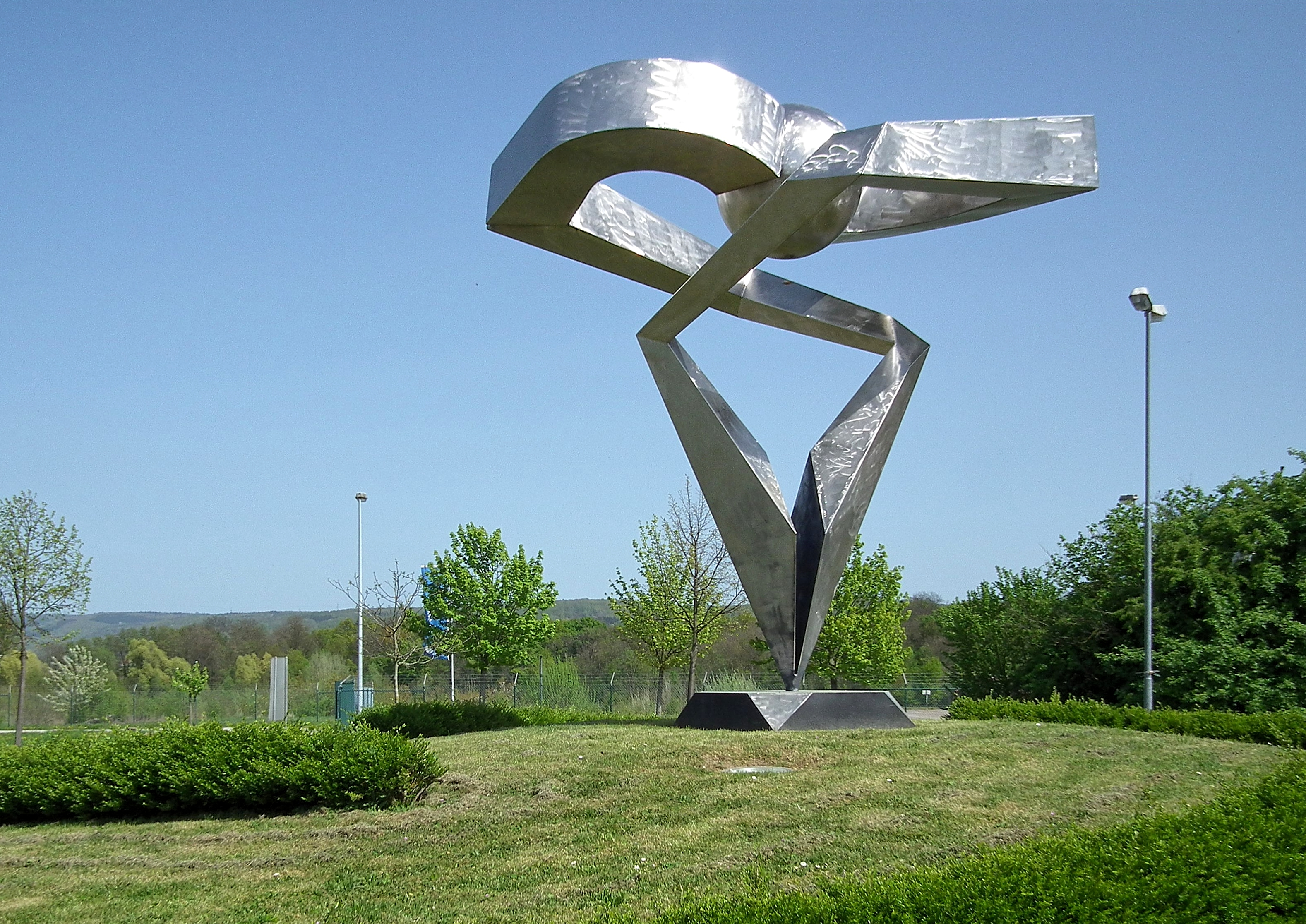
Große Berührung – schwingend (1993/94) Wiesloch
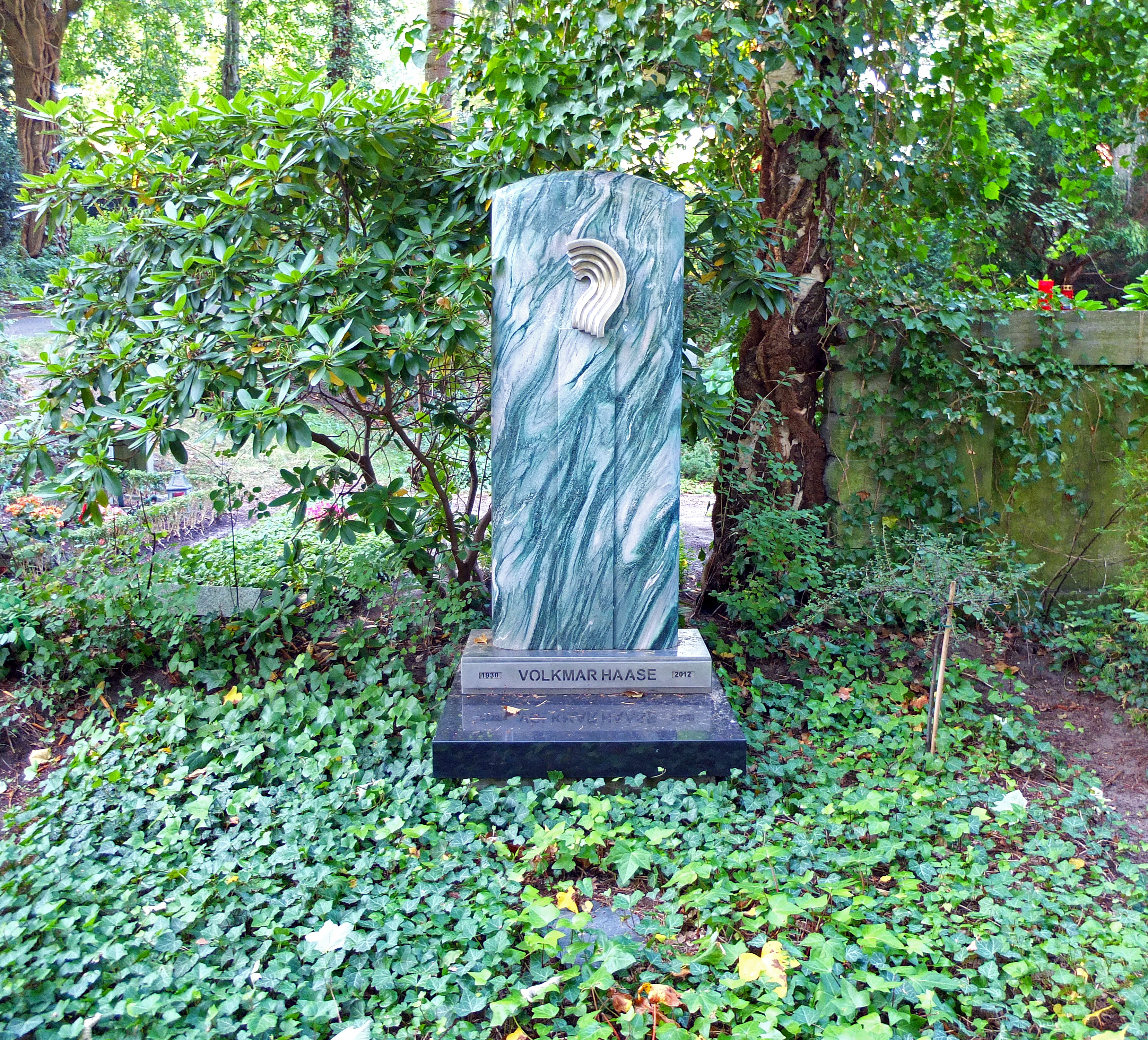
Grab von Volkmar Haase auf dem Friedhof Heerstraße mit einer seiner Skulpturen aus dem Wogen-Zyklus

## Einzelausstellungen (Auswahl)
Zu den mit „K“ gekennzeichneten Ausstellungen erschien ein Katalog.
- 2019 Jahresausstellung „Evokation der Aggression“ mit Skulpturen aus der Zeit Ende der 1960er bis Mitte der 1970er Jahre, Atelier Volkmar Haase, Brüssow, 4. Mai bis 31. Oktober 2019[9]
- 2010 Abstraktion – Skulptur – ein Gestus, Kunstallianz 1, Allianz Deutschland AG, Treptowers, BerlinK
- 2007 Volkmar Haase – 50 Jahre Skulptur 1956–2006, Galerie Brockstedt, Berlin und HamburgK
- 2006 Kulturhaus Wiesloch, Kunstkreis Südliche Bergstraße, Wiesloch-Walldorf e. V.
- 2000/2001 Volkmar Haase – Skulptur zum Thema: Aurora – Thetis – 1989 / 1990, Galerie Bremer, BerlinK
- 1998 Skulpturale Perspektiven – Evangelisches Johannesstift Berlin-SpandauK
- 1996 Galerie Bremer, BerlinK
- 1990/91 Galerie Bremer, BerlinK
- 1989 Palais der Zitadelle Spandau, Kunstamt Berlin-SpandauK
- 1987 Volkmar Haase: Skulpturen 1965–1987, Galerie Bremer, BerlinK
- 1973 Villa Hammerschmidt, Bonn
- 1972 Volkmar Haase. Skulptur – Graphik, Kunstamt Charlottenburg, BerlinK
- 1968 Galerie S im Europa-Center, BerlinK
- 1963 Kunstverein Köln
- 1962 Goethe-Haus New York, USA
- 1962 Kunstamt Wilmersdorf, Berlin (im Rahmen der Berliner Festwochen)K
- 1960 Overbeck-Gesellschaft, Lübeck
- 1959 Märkisches Museum, Witten (Ruhr); Mannheimer Kunstsalon, Mannheim; Kunstverein Darmstadt
- 1958 Museum Osnabrück